# Dieffenbachia gracilis
Dieffenbachia gracilis är en kallaväxtart som beskrevs av Huber. Dieffenbachia gracilis ingår i släktet prickbladssläktet, och familjen kallaväxter. Inga underarter finns listade.